# Politisches System Südafrikas

Zusammensetzung des südafrikanischen Parlaments seit den ersten allgemeinen Wahlen 1994. Die Zeit läuft nach rechts. Wahlen sind als vertikale Linien dargestellt, Zeitpunkte, zu denen in größerer Zahl Abgeordnete die Fraktion/Partei gewechselt haben, als gestrichelte Linien.
ANC: Afrikanischer Nationalkongress
(N)NP: (Neue) Nationale Partei
DP/DA: Democratic Party/Democratic Alliance (DP)
COPE: Congress of the People
IFP: Inkatha Freedom Party
UDM: United Democratic Movement
EFF: Economic Freedom Fighters
Andere

Das Politische System Südafrikas nach dem offiziellen Ende der Apartheid im Jahre 1994 ist im Kern als parlamentarisches Regierungssystem organisiert.
Der Staat ist in neun Provinzen gegliedert und besitzt seit der Verfassung von 1996 föderale Elemente.

## Verfassung
Seit 1984 bis zum Ende der Apartheid verfügte die Republik Südafrika über eine Verfassung, die ein Dreikammersystem festlegte. Der demokratische Staat arbeitet zwischen 1994 und 1996 nach einer Übergangsverfassung, die die Gleichberechtigung aller Bürger Südafrikas sicherstellte und die sogenannten Homelands wieder in den Staat eingliederte. Die endgültige Verfassung wurde 1996 verabschiedet und ist seit Februar 1997 gültig.
Die Verfassung der Republik Südafrika wurde am 8. Mai 1996 von der verfassungsgebenden Versammlung verabschiedet, am 4. Dezember vom Verfassungsgericht des Landes anerkannt und trat am 4. Februar 1997 in Kraft. Sie setzt sich aus einer Einführung und 14 Kapiteln zusammen. Jedes Kapitel hat ein Fokus auf ein bestimmtes Thema.
Das Herzstück der Verfassung Südafrikas bildet das sogenannte Bill of Rights, das zweite Kapitel. Es beinhaltet Rechte und Pflichten in politischen, wirtschaftlichen, sozialen und zivilen Fragen. Besonders auf Fragen der Gleichberechtigung von Geschlechtern, Kulturen und Hautfarben wird sich konzentriert.

### Positionen zu einer demokratischen Übergangsverfassung und neuen Landesstruktur
Die Aufhebung wichtiger Apartheidgesetze erfolgte in der Sitzungsperiode 1991 des Südafrikanischen Parlaments. Damit wurde zwangsläufig die Grundfrage nach der künftigen Staatsform Südafrikas aufgeworfen.
Im Vorfeld dieser Gesetzesinitiativen gab es dementsprechend eine sehr kontroverse Debatte. Das Meinungsspektrum bewegte sich dabei zwischen Positionen einer weiterhin praktizierten ethnischen Trennung mit den daraus resultierenden politisch-administrativen Grenzen und andererseits der Formung eines strukturell einheitlichen Staates mit gleichen Bürgerrechten für alle Bewohner.
Zu einer künftigen Entwicklung Südafrikas meinte im April 1990 Carel Boshoff, der Vorsitzende von Die Afrikaner Volkswag, dass seine Organisation die bevorstehende Interimsperiode zur möglichen Schaffung eines einheitlichen Staates als problematisch erachte.
Robert van Tonder von der Boerestaat Party vertrat im Juni 1990 die Auffassung, dass keine ethnische Gruppe in ihrem Gebiet die politische Macht ausüben und dass der Aufenthalt Schwarzer in den „Burenstaaten nur als Gastarbeiter“ erlaubt sein solle. Nach den Vorstellungen seiner Partei würde das südliche Afrika künftig eine ökonomische Gemeinschaft mit politischer und kultureller Unabhängigkeit und wirtschaftlicher Zusammenarbeit bilden.
Andries Treurnicht von der Konserwatiewe Party erwartete im Mai 1990 von der konstitutionellen Entwicklung seines Landes einen kleineren „weißen“ Staat als das bisherige Südafrika.
Eine in die ähnliche Richtung weisende Vorstellungen äußerte im Mai 1990 Lucas Mangope, der damalige Präsident des Bantustaates Bophuthatswana, wonach sein Land nicht gegen eine „Wirtschaftsföderation Südafrika“ beruhend auf dem losen Vorbild der Europäischen Gemeinschaft wäre. Diese Position bekräftigte er im April 1990 mit einer Regierungserklärung in der Nationalversammlung seines Bantustaates, nach der eine föderale Struktur Südafrikas mit einer starken Dezentralisierung der Macht in regionalen Komponenten erstrebenswert sei.
Die Democratic Party vertrat die Auffassung, dass ein künftiges Südafrika eine neue geographische Föderation mit 15 bis 20 nichtrassischen Staaten unter Aufhebung der bisherigen Binnengrenzen erhalten solle. Diese Position wurde im Mai 1991 von ihrem Parlamentsabgeordneten Tommy Abrahams dahingehend präzisiert, wonach dieser in Südafrika einen „Flickenteppich“ wie KwaZulu für nicht umsetzbar hielt.
Gabriel Ramushwana, der Chef der damaligen Militärführung des Bantustaates Venda, sah im April 1991 die Zukunft seines Homelands in der Wiedereingliederung nach Südafrika.
Von der Nasionale Party wurde die Politik der unabhängigen Homelands aufgegeben und eine neue Verfassungsordnung für Südafrika angestrebt. Im Juni 1990 äußerte der Minister für Verfassungsentwicklung Gerrit Viljoen Eckpunkte für den künftigen Verfassungsrahmen. Innerhalb seiner Überlegungen sollten künftig neun Regionen die Basis zur Neuordnung der inneren Grenzen und als Ersatz für die bisherigen Homelands, Provinzen und weiteren Regionalratsgebiete (regional services council areas) bilden.
Mangosuthu Buthelezi, Vorsitzender der Inkatha Freedom Party, warb im April 1991 für ein „vernünftiges und sinnvolles“ System zum Schutz von Gruppenrechten in Südafrika. Zugleich befürwortete er die Regionalisierung kommender Machtstrukturen und meinte, dass KwaZulu/Natal seinen künftigen Platz in einem neuen Südafrika hätte. 
Benny Alexander, der damalige Generalsekretär des Pan Africanist Congress, sprach sich im Juni 1991 im Namen seiner Organisation zu Gunsten von Demokratie in einem „nichtrassigen“ Mehrparteiensystem einschließlich eines einheitlichen, gleichen Wahlrechtes mit gemeinsamen Wählerlisten aus.
Der African National Congress veröffentlichte im April 1991 ein Arbeitspapier, auf dessen Grundlage die Inhalte und Struktur einer neuen Verfassung für Südafrika öffentlich diskutiert werden konnten. Im Zentrum dieser Initiative standen drei Kernaussagen:
- ein einheitliches Südafrika auf der Basis eines Grundrechtekatalogs (Bill of Rights-Papier),
- die Rückeingliederung der unabhängigen Homelandstaaten,
- ein dreigliedriges System der Staatsverwaltung mit einer zentralen, regionalen und lokalen Entscheidungsebene.

In diesem Zusammenhang forderte der ANC auch die Errichtung eines Verfassungsgerichtes. Im Mai 1991 sprach sich Nelson Mandela, damals noch stellvertretender ANC-Präsident, dafür aus, dass im Rahmen einer neuen Verfassung eine strukturelle Garantie dafür geschaffen werden müsse, damit die weiße Bevölkerung künftig nicht durch die Schwarzen dominiert würde.

## Präsident
Der Präsident der Republik Südafrika (seit 1994 so bezeichnet) ist gleichzeitig Regierungschef. Er wird von den Abgeordneten der Nationalversammlung gewählt und kann durch ein destruktives Misstrauensvotum abgewählt werden. Ein neuer Präsident muss innerhalb von 30 Tagen gewählt werden, ansonsten kann das Parlament aufgelöst werden. Amtliche Erklärungen des Präsidentenamtes werden in der Government Gazette veröffentlicht.

## Parlament

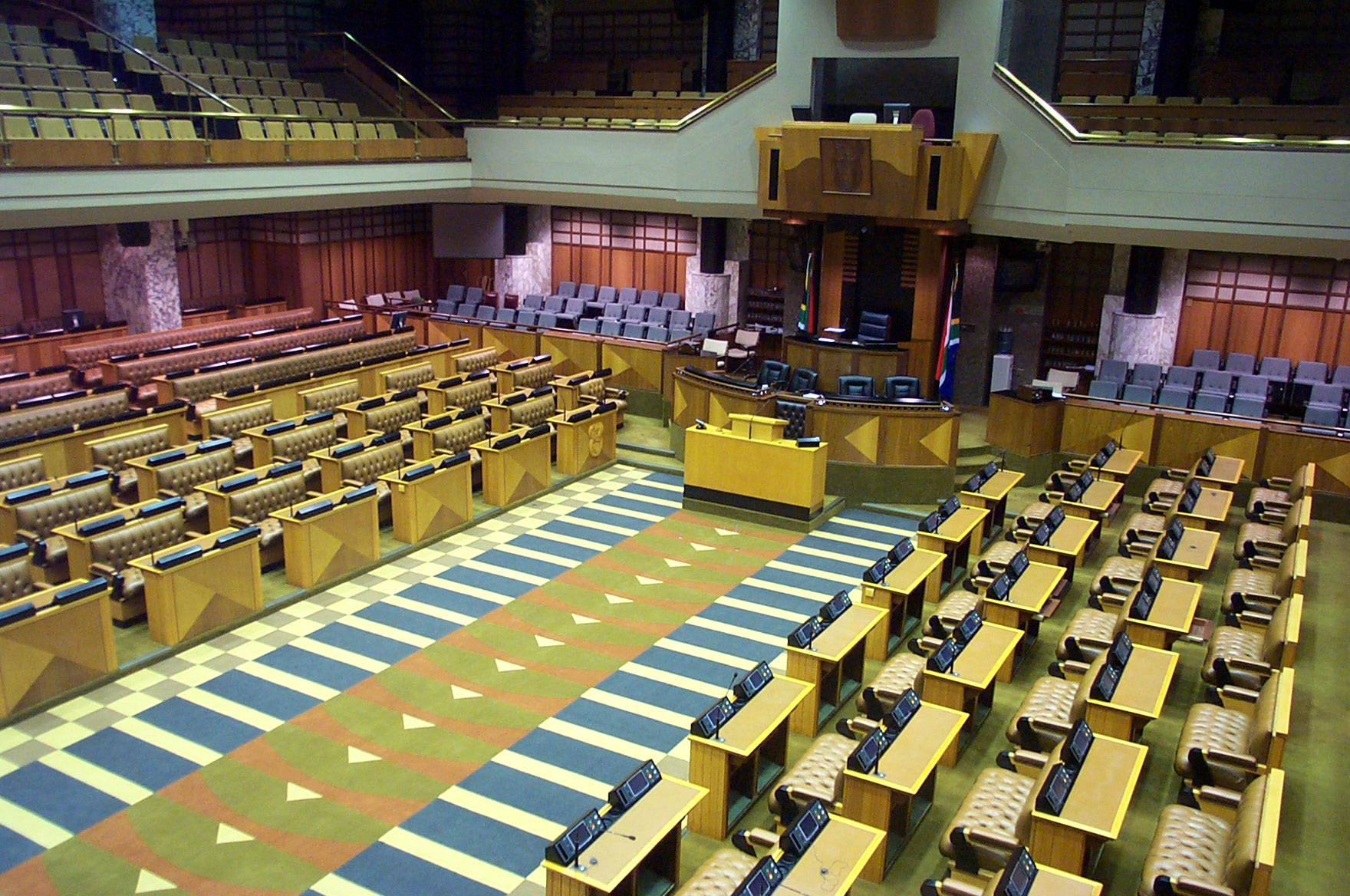
Innenansicht des südafrikanischen Parlaments

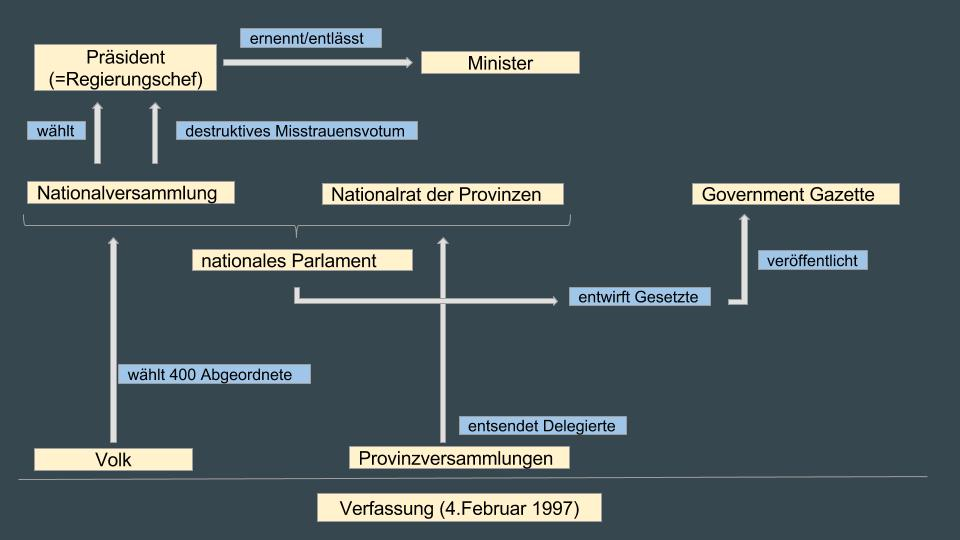
Exekutive und Legislative der Republik Südafrika

Das nationale Parlament besitzt zwei Kammern, die Nationalversammlung (National Assembly) mit 400 vom Volk gewählten Abgeordneten und den Nationalrat der Provinzen (National Council of Provinces, NCOP) mit je zehn Delegierten aus den neun Provinzen, neun von ihnen werden auf Beschluss der Provinzversammlungen (Provincial Legislatures) entsandt, und der Premierminister jeder Provinz ist Ex-officio-Mitglied im Nationalen Provinzrat. Sie haben ihren Sitz in den Houses of Parliament.
Das Parlament ist die legislative Autorität in Südafrika und hat die Macht, Gesetze zu erschaffen und zu verändern. Die Rechtsverordnungen werden in der Government Gazette amtlich veröffentlicht.
Die Nationalversammlung besteht aus 400 Mitgliedern, welche alle fünf Jahre vom Volk gewählt werden. Die Anzahl der Sitze, welche jede Partei für sich erhält, ist proportional zum Prozentsatz der Stimmen, welche sie in den Wahlen erreichte. Es gibt keine Sperrklausel.
Von 2002 bis 2009 war es möglich, innerhalb einer bestimmten Periode die Partei zu wechseln und das Mandat zu behalten (Floor crossing).
Seit der Wahl 1994 stellte der ANC in der Nationalversammlung und im Nationalrat der Provinzen die absolute Mehrheit der Abgeordneten. Bei der Wahl 2024 verlor der ANC die absolute Mehrheit und bildete infolgedessen eine Koalitionsregierung (Kabinett Ramaphosa III).

## Judikative
Das Rechtssystem Südafrikas beruht auf einer Mischform des angloamerikanischen Common Law und des Roman Dutch Law, das sich vom Römischen Recht herleitet. Die Judikative ist gemäß Verfassung überparteilich und unabhängig. 
An der Spitze steht das Verfassungsgericht der Republik Südafrika in Johannesburg, das die letzte Instanz in Verfassungsfragen ist. Den Vorsitz führt der Chief Justice, der zugleich oberster Richter des Landes ist. Der Supreme Court of Appeal of South Africa ist für alle anderen Rechtsfragen das oberste Gericht. Darunter stehen die 14 Divisions des High Court, die im Wesentlichen für die jeweilige Provinz zuständig sind. Die Rechtsprechung der Divisions erstreckt sich auf das Strafrecht und das Zivilrecht. Darunter gibt es die Regional Courts und auf Distriktebene die Magistrate’s Courts. Traditionelle Gerichtsverfahren zwischen „Afrikanern“ werden lokal von Chiefs und Headmen im Gewohnheitsrecht durchgeführt.
Die Staatsanwaltschaft bildet die National Prosecuting Authority. Die nationale Zuständigkeit für die Gerichte hat das Department of Justice and Constitutional Development mit Sitz in Pretoria, an dessen Spitze der Minister of Justice and Correctional Services steht.

## Parteien
- African National Congress (ANC, Regierungspartei)
- Democratic Alliance (DA, liberal), bis 2000 Democratic Party (DP)
- Economic Freedom Fighters (EFF)
- Inkatha Freedom Party (IFP) (überwiegend Zulu)
- National Freedom Party (NFP), Abspaltung von der IFP
- Congress of the People (COPE), Abspaltung vom ANC
- Independent Democrats (ID) (sozialdemokratisch), Zusammenschluss mit der Democratic Alliance im Jahr 2010
- United Democratic Movement (UDM, multikulturell)
- African Christian Democratic Party (ACDP)
- Vryheidsfront Plus (VF+, ursprünglich Vryheidsfront (VF), neuer Name nach Aufnahme der Konserwatiewe Party und Afrikaner Eenheidsbeweging; betont konservativ)
- United Christian Democratic Party (UCDP) (christdemokratisch)
- Pan Africanist Congress (PAC)
- Azanian People’s Organisation (AZAPO)
- Minority Front (MF) (De-facto-Vertretung der indischstämmigen Volksgruppe)
- South African Communist Party (SACP)

2005 löste sich die New National Party (NNP) auf, die Nachfolgerin der Nasionale Party (NP) war.
Als Reaktion auf Unruhen im Juni 2021 wurde Operation Dudula in Soweto gebildet. „Dudula“ ist isiZulu und bedeutet so viel wie „vertreiben“, gemeint sind Migranten ohne Aufenthaltstitel.
Am 26. September 2023 berichtete The Guardian über die Registrierung der Operation Dudula als politische Partei. Sie beabsichtigt 2024 in etwa 1500 von 4468 Wahlbezirken Südafrikas zu kandidieren, die in 7 von 9 Provinzen des Landes liegen.